# Nikolai Wjatscheslawowitsch Parfjonow
Nikolai Wjatscheslawowitsch Parfjonow (russisch Николай Вячеславович Парфёнов; * 15. Mai 1976 in Perm, Sowjetunion) ist ein ehemaliger russischer Nordischer Kombinierer. Sein größter Erfolg war der Gewinn der Bronzemedaille im Team bei den Weltmeisterschaften 1999.

## Werdegang
Parfjonow wurde mehrfacher Russischer Meister in der Nordischen Kombination. Zudem gewann er 2000 in Nischni Tagil auch den Meistertitel im Skispringen. Bei den Nordischen Skiweltmeisterschaften 1997 in Trondheim belegte Parfjonow den 45. Platz im Einzel nach der Gundersen-Methode. Zwei Jahre später gewann er bei den Weltmeisterschaften in Ramsau gemeinsam mit Alexei Fadejew, Waleri Stoljarow und Dmitri Sinizyn die Bronzemedaille in der Staffel. Im Sprint lief er auf Rang 25. In seiner internationalen Karriere erreichte Parfjonow mehrmals die Punkteränge im B-Weltcup. Sein bestes Gesamtresultat stellte der 36. Platz in der Saison 1998/99 dar.

## Statistik

### Platzierungen bei Weltmeisterschaften
| Jahr und Ort   | Wettbewerb | Wettbewerb | Wettbewerb |
| Jahr und Ort   | Gundersen  | Sprint     | Team       |
| -------------- | ---------- | ---------- | ---------- |
| 1997 Trondheim | 45.        | —          | 10.        |
| 1999 Ramsau    | —          | 25.        | 03.        |

### B-Weltcup-Platzierungen
| Saison  | Platz | Punkte |
| ------- | ----- | ------ |
| 1997/98 | 60.   | 16     |
| 1998/99 | 36.   | 49     |
| 1999/00 | 78.   | 04     |
| 2000/01 | 69.   | 06     |
| 2001/02 | 55.   | 24     |